# Leonhard Helmreich
Leonhard Helmreich (* 21. November 1946) ist ein ehemaliger deutscher Fußballspieler, der im Spieljahr 1971/72 in der deutschen Fußballnationalmannschaft der Amateure zu drei Einsätzen gekommen ist.

## Laufbahn
Der 1968 von BV 04 Düsseldorf zu den Amateuren von Fortuna Düsseldorf gekommene Mittelfeldspieler feierte 1970/71 mit seinen Kameraden den Aufstieg in die Verbandsliga Niederrhein. Zusätzlich konnte Helmreich in den Spielen um den Amateur-Länderpokal für den Niederrhein auf sich aufmerksam machen. Erst im Finale am 11. Juli 1971 in Bayreuth unterlag Helmreich mit seinen Mitspielern Heiner Baltes, Benno Beiroth, Reiner Hollmann, Rudi Seliger und Klaus Wunder gegen Bayern – mit Günter Helgert, Manfred Linz, Horst Pohl, Walter Sohnle – mit 1:2 nach Verlängerung. Da er seine Leistungen in der Verbandsliga 1971/72 bestätigen konnte, wurde er vom damals zuständigen DFB-Trainer der Amateurnationalmannschaft, Jupp Derwall, zu Jahresbeginn 1972 zu drei Länderspieleinsätzen in das „Olympiateam“ berufen. Er debütierte bei den DFB-Amateuren am 12. Januar 1972 beim Spiel in Utrecht gegen Holland. Es folgte am 15. März sein zweiter Einsatz in Jülich beim Spiel gegen Frankreich, ehe er mit dem Länderspiel am 18. April in Kopenhagen gegen Dänemark das Kapitel „Olympia 1972“ in München beenden musste. Nach dem 1:0-Erfolg gegen Dänemark an der Seite der Mitspieler Hermann Bitz, Bernd Nickel, Spielführer Egon Schmitt, Roland Stegmayer und Klaus Wunder erhielt der Fortuna-Amateur keine weiteren Berufungen in die Amateurnationalmannschaft mehr.
Am Ende der Bundesligarunde 1971/72 wurde er aber von Fortuna-Trainer Heinz Lucas in den drei abschließenden Spieltagen in der Fußball-Bundesliga gegen Arminia Bielefeld, VfL Bochum und den VfB Stuttgart drei Mal zum Einsatz gebracht. Als Fortuna Düsseldorf in der folgenden Saison 1972/73 – jetzt führte Gerd Zewe im Mittelfeld Regie – mit 42:26 Punkten den dritten Rang in der Bundesliga belegen konnte, hatte Helmreich in sieben Partien mitgewirkt. Sein letzter Bundesligaeinsatz war das Spitzenspiel am 21. November 1972 beim FC Bayern München, welches der Tabellenzweite aus Düsseldorf mit 2:3 verlor.
In den nächsten Runden spielte er nur noch bei den Fortuna-Amateuren. Als Spielführer dieser Mannschaft erlebte er in der Runde 1976/77 in der Verbandsliga Niederrhein den Meisterschaftsgewinn vor dem 1. FC Bocholt und damit den Einzug in den Wettbewerb um die deutsche Amateurmeisterschaft 1977. In den zwei Finalspielen gegen den SV Sandhausen am 22. und 26. Juni setzten sich die Fortuna-Amateure mit 1:0 und 2:2 gegen die Mannschaft aus Nordbaden durch und holten die Amateurmeisterschaft nach Düsseldorf.